# Michał Korczyński
Michał Korczyński (ur. 13 grudnia 1784 w Tarnowcu, zm. 8 października 1839 w Przemyślu) – biskup przemyski od 1834 do 1839. 

## Życiorys
Był doktorem teologii, przemyskim dziekanem katedralnym, a także egzaminatorem diecezjalnym. Był ostatnim biskupem, który rezydował w pałacu brzozowskim. Położył wielkie zasługi w pracy pasterskiej i naukowej.
Redagował czasopismo teologiczne: "Przyjaciel chrześcijańskiej prawdy" (1833–1838). Napisał kilka dzieł treści religijnej, a także „Katechizm dla dzieci wieyskich, ku parochów wygodzie spisany” (t. 1 i 2, Piller, Lwów 1820; 1829; 1841) i „Początki gramatyki języka polskiego” (Piller, Lwów 1826; 1835; 1836; 1838; 1848). 
Pochowany został na nieistniejącym cmentarzu przy ulicy Dworskiego.